# Batocera woodlarkiana
Batocera woodlarkiana là một loài bọ cánh cứng trong họ Cerambycidae.